# The Fleshtones
I The Fleshtones sono una band alternative rock statunitense, formatasi nel 1976 e tuttora in attività. Gli stessi componenti definiscono il proprio stile musicale, che fonde garage rock revival, rockabilly, rhythm and blues e surf rock, come super rock.
La band si formò nel 1976 nel Queens, a New York. Formata dal cantante/tastierista Peter Zaremba, il chitarrista Keith Streng, il bassista Jan Marek Pakulski e il batterista Bill Milhizer mirava a riportare il rock & roll alla semplicità e alla disinvoltura degli anni '50 e dei primi anni 60. Il gruppo si adattava bene alla scena punk e new wave di New York, e uno dei primi singoli, "American  Beat", attirò l'attenzione dell'etichetta indipendente Red Star e, col tempo, dell'I.R.S.  L'EP di debutto del gruppo, Up-Front, fu pubblicato nel 1980 e fu seguito dal loro primo album completo, Roman Gods, e Blast Off!, un album in studio inedito registrato per la Red Star nel 1978. Nel 1983 produsse Hexbreaker, considerato dalla critica il loro miglior album.  La band faceva  concerti in giro per il mondo riscuotendo discreto successo. Pubblicò Powerstance nel 1992 e Beautiful Light nel 1994. Powerstance segnò anche il debutto del nuovo bassista dei Fleshtones Ken Fox, che sostituì Pakulski nella formazione. La popolarità del gruppo è scemata nell'ultima metà degli anni '90. Nel 2003 il gruppo ha firmato un contratto con la potente etichetta indipendente Yep Roc Records, pubblicando, Do You Swing?

## Componenti

### Attuali
- Keith Streng — chitarra, voce
- Peter Zaremba — voce principale, armonica e organo
- Bill Milhizer — batteria, voce
- Ken Fox - basso, voce

### Ex componenti
- Jan-Marek Pakulski — basso, voce (1976-1986)
- Lenny Calderon — batteria, voce (1976-1979)
- Danny Gilbert — chitarra (1976)
- Gordon Spaeth — sassofono, armonica, organo, voce (1978-1988)
- Brian Spaeth — sassofono (1978-1981)
- Mitchell Ames — chitarra (1979)
- Walter Scezney — basso (1979)
- Robert Burke Warren — basso, voce (1986-1988)
- Steve Greenfield — sassofono (1988-1992)
- Ken Fradley — tromba (1988)
- Mark McGowan — tromba (1988-1990)
- Joe Loposky — tromba (1990-1994)
- Markus Arike — sassofono (1992-1994)

### Non accreditati
- Clem Burke - batteria (1979)
- Fred Smith — basso (1988-1989)
- Andy Shernoff — basso (1989-1990)

## Discografia

### Album studio
- 1978 - Blast Off! (ROIR)
- 1982 - Roman Gods, (I.R.S.)
- 1983 - Hexbreaker! (I.R.S.)
- 1985 - Speed Connection (I.R.S.)
- 1985 - Speed Connection II: The Final Chapter (I.R.S.)
- 1987 - Fleshtones vs. Reality (Emergo)
- 1989 - The Fleshtones: Living Legends Series (I.R.S.)
- 1989 - Soul Madrid (Sp. Imposible)
- 1991 - Powerstance! (Trafalgar)
- 1993 - Forever Fleshtones (Gr. Hitch Hyke)
- 1994 - Beautiful Light (Naked Language/Ichiban)
- 1995 - Laboratory of Sound (Ichiban International)
- 1997 - Hitsburg USA! (Telstar)
- 1998 - More Than Skin Deep (Ichiban International)
- 1999 - Hitsburg Revisited (Telstar)
- 2001 - Solid Gold Sound (Blood Red)
- 2003 - Do You Swing? (Yep Roc)
- 2005 - Beachhead (Yep Roc)
- 2008 - Take a Good Look (Yep Roc)
- 2008 - Stocking Stuffer (Yep Roc)
- 2011 - Brooklyn Sound Solution (con Lenny Kaye)(YepRoc)
- 2014 - Wheel of Talent (YepRoc)
- 2016 - The Band Drinks For Free (YepRoc)
- 2021 - Face of the Screaming Werewolf (YepRoc)
- 2024 - It's Getting Late (...and More Songs About Werewolves) (YepRoc)

### EP e singoli
- 1979 - American Beat/Critical List (Red Star)
- 1980 - Up-Front EP (I.R.S.)
- 1982 - Roman Gods (Dance Remix)/Ride Your Pony/Chinese Kitchen (I.R.S.)
- 1984 - American Beat ‘84 + Hall of Fame/Mean Ole’ Lonesome Train + Super Hexbreaker EP (I.R.S.)

### Raccolte
- 1994 - Angry Years 1984-1986 (Sp. Imposible)
- 1997 - Fleshtones Favorites (Flesh)

### Apparizioni in compilation
- 1980 - Marty Thau Presents 2 X 5
- 1984 - Bachelor Party
- 1987 - I Was a Teenage Zombie
- 1988 - Time Bomb: Fleshtones Present The Big Bang Theory
- 1989 - New York Rockers: Manhattan's Original Rock Underground
- 1989 - Shangri-La: A Tribute to The Kinks
- 1994 - Turban Renewal: A Tribute to Sam the Sham & The Pharaohs
- 1996 - Dictators Forever Forever Dictators: A Tribute to The Dictators, Vol. 1
- 1998 - Super Bad @ 65: A Tribute to James Brown
- 2003 - Guitar Ace: Tribute to Link Wray
- 2005 - Children Of Nuggets: Original Artyfacts from the Second Psychedelic Era 1976-1995
- 2007 - Little Steven's Underground Garage Presents: The Coolest Songs In The World Vol. 3

## Videografia
- 1984 - The Beast of I.R.S. Video Vol. 1
- 2006 - Back In The Day: Live At Hurrah's New York City
- 2006 - The Fleshtones: Brooklyn à Paris! Live at La Maroquinerie
- 2008 - The Fleshtones—Live At The Hurrah Club